# Oryza grandiglumis
Oryza grandiglumis é um tipo de arroz selvagem do gênero Oryza  encontrado em países tropicais da América do Sul e Central,  :6epecificamente, Argentina, Bolívia, Brasil, Colômbia, Equador, Guiana Francesa, Paraguai, Venezuela e Peru. Descoberta em 1998 no Caño Negro, no norte da Costa Rica, é uma planta anual com rizomas curtos; seus colmos podem atingir 790 cm (311 in) e têm 4–9 mm (0.16–0.35 in) de espessura.  Eles desenvolveram aerênquima que lhes permite flutuar. 

## Genômica
Oryza grandiglumis é um tetraplóide de 2n = 48.  :6 A planta tem um CCDD como com vários outros no complexo O. officinalis.  :6